# Rhabdomastix parvicornis
Rhabdomastix parvicornis är en tvåvingeart som beskrevs av Alexander 1969. Rhabdomastix parvicornis ingår i släktet Rhabdomastix och familjen småharkrankar. Inga underarter finns listade i Catalogue of Life.